# Bob Barbash
Bob Barbash est un scénariste et un producteur de télévision américain né le 12 juillet 1919 à New York (État de New York) et mort le 4 décembre 1995 à Los Angeles (Californie).

## Filmographie
- 1959 : Maverick, scénariste
- 1960 : La Rançon de la peur, scénariste
- 1962-1963 : Stoney Burke, producteur et scénariste
- 1965 : Les Mystères de l'Ouest', scénariste sur la Saison 1
- 1967 : Tarzan et le jaguar maudit, scénariste
- 1969 : Istanbul, mission impossible, scénariste
- 1979 : Le Trou noir, scénariste